# Трансантарктичні гори
Трансантарктичні гори (ТАГ) — третій за величиною гірський хребет в Антарктиді після Західно- і Східноантарктичних хребтів. Прямує з деякими перервами, через весь континент від мису Адер в північній частині Землі Вікторії до Землі Котса. Є межею Східної і Західної Антарктиди. Має поділ на дрібніші хребти.

## Географія
Гірський хребет простягається між морем Росса і морем Ведделла по всій довжині Антарктиди, звідси й назва. Із загальною протяжністю близько 3500 км, ТАГ є одним з найдовших гірських хребтів на Землі, і шириною 100—300 км. Східноантарктичний льодовиковий щит обмежує ТАГ по всій довжині на східному схилі гір, у той час як західний схил обмежено морем Росса (C.Michael Hogan. 2011) на Землі Вікторія від мису Адер до протоки Мак-Мердо, шельфовим льодовиком Росса від затоки Мак-Мердо, до льодовика Скотта, і Західноантарктичним льодовиковим щитом за їх межами.
Нунатаки і сухі долини Трансантарктичних гір є одними з небагатьох місць в Антарктиці, не покритих льодом. Найвищі точки гір здіймаються більш ніж на 4500 метрів над рівнем моря. Найвища вершина Трансантарктичних гір — гора Кіркпатрик (4528 м) розташована в межах гірського хребта Королеви Олександри, який є складовою частиною Трансантарктичних гір.

## Біологія
Пінгвіни, тюлені і морські птахи живуть на узбережжі моря Росса на Землі Вікторії, в той час як життя в оазах ТАГ обмежена лишайниками, водоростями і грибами.

## Геологія

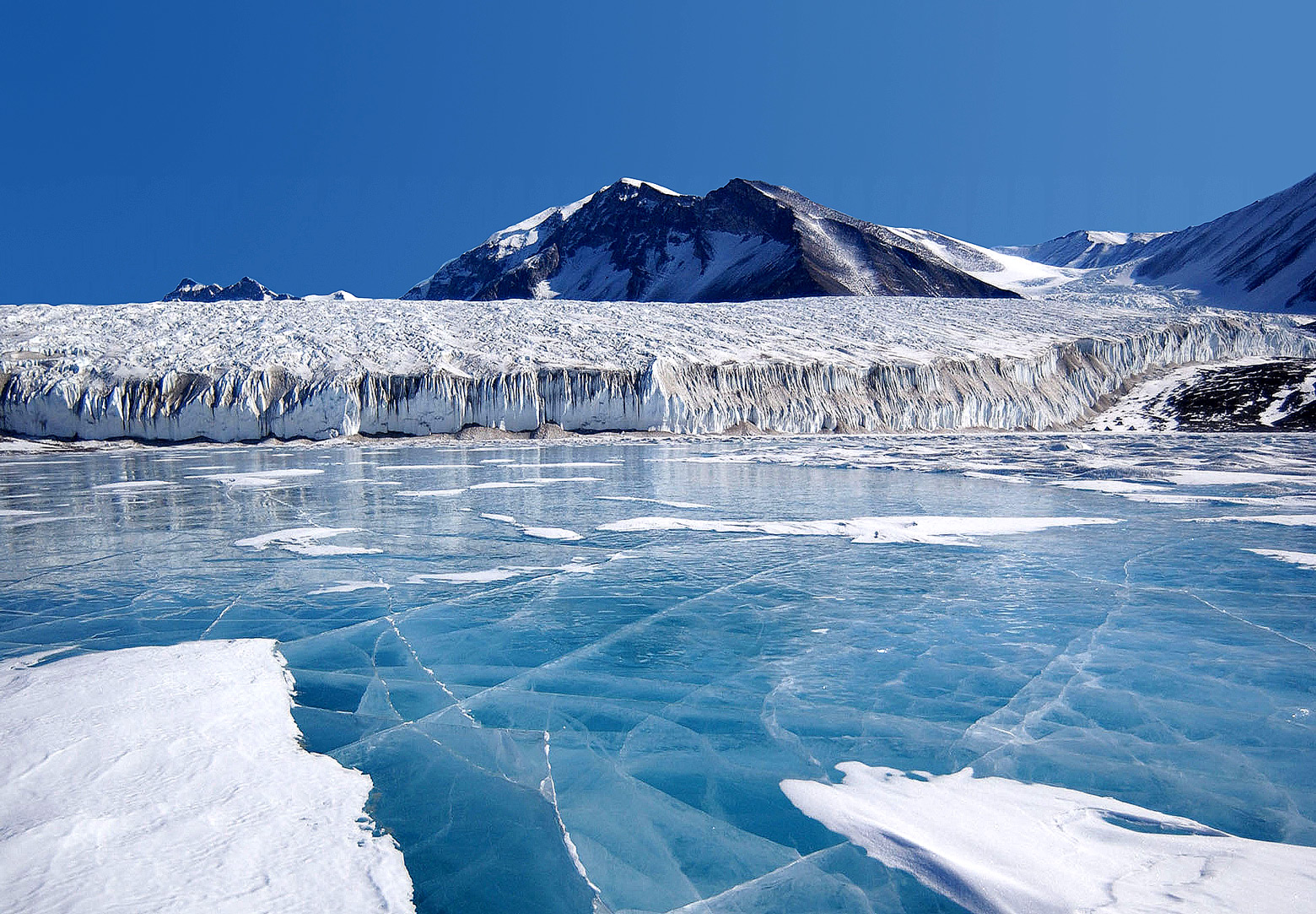
Покрите блакитним льодом озеро Фріксел у сухих долинах Трансантарктичних гір

ТАГ значно старше, ніж інші гірські хребти цього континенту, які в основному вулканічного походження. Хребет здійнявся під час початку рифтогенезу Західноантарктичного Рифта на сході, близько 65 мільйонів років тому, на початку кайнозою.
Гори складаються з осадових порід, що лежать на фундаменті з гранітів і гнейсів. Осадові шари включають в себе супергрупи Бекон пісковики, алевроліти і вугілля. Відкладення осадових порід починається із силуру і продовжується в юрському періоді. У багатьох місцях супергрупа Бекон зазнала інтрузій дайками і сіллами юрського віку Кароо-Феррар.
Лід зі Східноантарктичного льодовикового щита перетинає ТАГ через ряд вивідних льодовиків і прямує у море Росса, шельфовий льодовик Росса і Західноантарктичний льодовиковий щит. Ці льодовики в цілому течуть перпендикулярно до розташування хребта. Вважається, що багато з цих вивідних льодовиків прямує по долинах великих геологічних розломів.

## Ресурси Інтернету
- Map of the Transantarctic Mountains
- Tectonics of the Transantarctic Mountains
- Transantarctic Mountains at Peakbagger.com
- C.Michael Hogan. 2011. Ross Sea. Eds. P.Saundry & C.J.Cleveland. Encyclopedia of Earth. National Council for Science and the Environment. Washington DC

85°00′ пд. ш. 175°00′ зх. д. / 85.000° пд. ш. 175.000° зх. д.